# Glasnost
Glasnost (russisch гла́сность anhörenⓘ) bezeichnet als Schlagwort die ein Jahr nach seinem Amtsantritt im März 1985 von Generalsekretär Michail Gorbatschow in der Sowjetunion eingeleitete Politik einer größeren Transparenz und Offenheit der Staatsführung gegenüber der Bevölkerung. Der Begriff leitet sich vom altkirchenslawischen Wort «глас» (glas – Stimme) ab und bedeutet wörtlich „Stimmhaftigkeit“ im Sinne von „die Dinge benennen“. Im deutschen Sprachgebrauch haben sich als Übersetzung die Begriffe ‚Transparenz‘, ‚Offenheit‘ oder ‚Herstellen von Öffentlichkeit‘ eingebürgert.
Der Begriff stand im engen Zusammenhang mit der Perestroika, dem Umbau und der Modernisierung des gesellschaftlichen, politischen und wirtschaftlichen Systems der Sowjetunion.

## Entwicklung

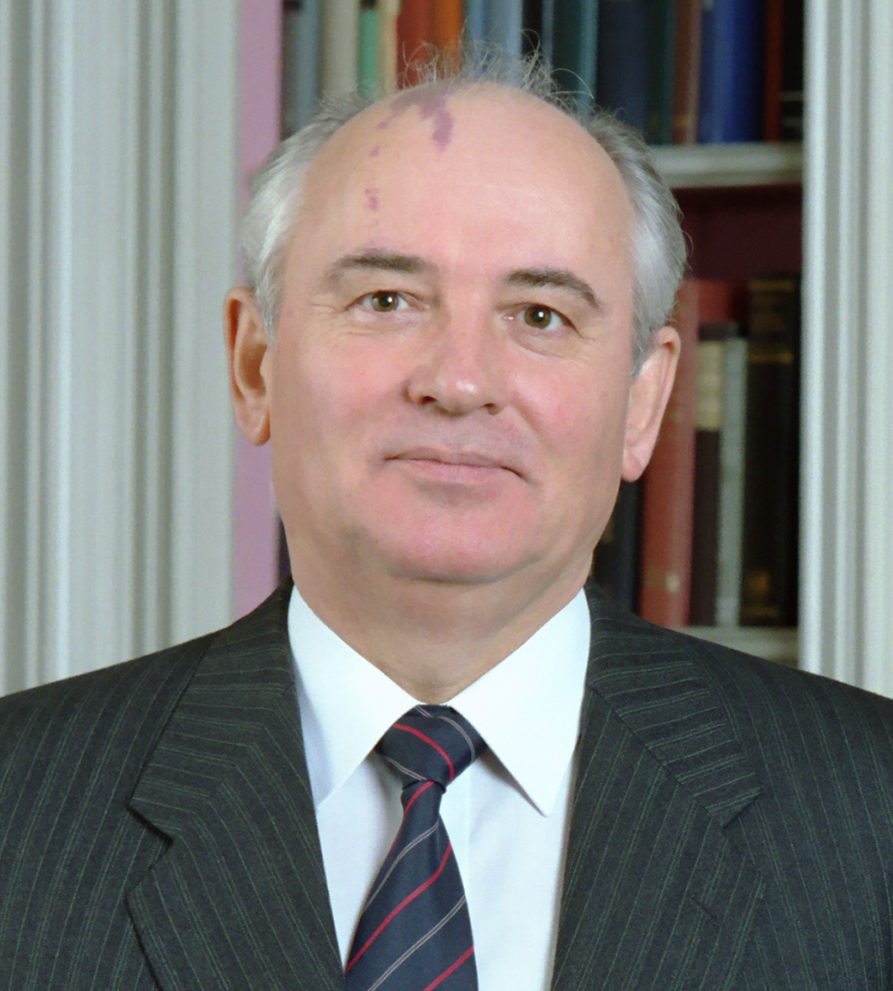
Michail Gorbatschow (1987)

Auf dem XXVII. Parteitag führte Gorbatschow in seinem Grundsatzreferat am 25. Februar 1986 erstmals den Begriff Glasnost ein mit den Worten:

„Ohne Glasnost gibt es keine Demokratie, und es kann sie auch nicht geben … Es kommt darauf an, Glasnost zu einem störungsfrei funktionierenden System werden zu lassen. Man braucht Glasnost im Zentrum, aber ebenso sehr, ja vielleicht sogar noch mehr an der Basis, dort, wo der Mensch lebt und arbeitet.“

Gorbatschow leitete damit eine Lockerung der Haltung zur Rede-, Meinungs- und Pressefreiheit im Lande ein.
Im Westen wurde, vermutlich aufgrund des im Deutschen und Englischen bekannten Glas, der Begriff häufig als Transparenz interpretiert. Tatsächlich stammt Glasnost vom kirchenslawischen Wort glas (russ. голос/golos) ab, was „Stimme“ bedeutet und „die offene und umfassende Information über gesellschaftlich bedeutsame Aktivitäten und die Möglichkeit ihrer freien und eingehenden Erörterung“ bezeichnet. Es beinhaltet somit auch das demokratische Prinzip der Meinungsfreiheit. Entsprechend gebrauchte Gorbatschow den Begriff auf dem Parteitag. Der Begriff Glasnost wurde auch im 19. Jahrhundert vom Reformzaren Alexander II. verwandt, der damit die Öffentlichkeit bei Gerichtsverhandlungen eingeführt hatte.
Gorbatschow beabsichtigte, mit Hilfe von Glasnost eine kritische öffentliche Diskussion über die krisenhafte Entwicklung der sowjetischen Wirtschaft auszulösen und so eine große Akzeptanz für die 1987 eingeführte Reformpolitik der Perestroika zu schaffen.

## Auswirkungen
Glasnost ermöglichte den Medien eine kritische Berichterstattung über politische und gesellschaftliche Ereignisse. Die scharfen Debatten im Volksdeputiertenkongress übertrug das Fernsehen live, was angesichts der veröffentlichten Wahrheit über die wahre Situation des Landes oder gefälschte Produktionsstatistiken zu Entrüstung in der Öffentlichkeit führte. Im Gewitter endlich angstfreier Diskussionen ging das alte Regime später unter.
Der Physiker Andrei Sacharow und weitere Regimekritiker wurden aus der Gefängnishaft befreit oder durften in die Sowjetunion zurückkehren. Friedliche Demonstrationen ohne ein restriktives Eingreifen der Polizei wurden möglich. Die Kirchen, die zuvor von dem atheistischen Sowjetstaat bevormundet und unterdrückt wurden, erhielten Handlungsfreiheit zurück.
So leistete Glasnost einen großen Beitrag zur Demokratisierung der Sowjetunion und des gesamten Ostblocks, die in ihrem Ausmaß und ihrer Entwicklung so nicht von Gorbatschow beabsichtigt war. Er wollte die Verhältnisse in der Sowjetunion durch Glasnost und Perestroika von festgefahrenen, stalinistischen Strukturen lösen, um mit einer verbesserten Politik unter anderem die desolate Wirtschaftslage in der Sowjetunion wieder zu verbessern. Gorbatschow beachtete jedoch nicht, dass die Stimmung im gesamten Ostblock bereits kippte, und so wirkten die Reformen als Auslöser, der die sowjetische Vorherrschaft dort wanken und schließlich zusammenbrechen ließ.